# Tyrystor IGCT
Tyrystor IGCT (ang. Integrated Gate Commutated Thyristor) - zmodyfikowany tyrystor GTO opracowany przez firmę ABB. 
W porównaniu z tyrystorem GTO został bardziej rozbudowany układ generujący prąd potrzebny do wyłączania tyrystora. Dzięki temu zminimalizowano straty powstające w trakcje pracy. Tyrystory IGCT wykorzystywane są obecnie w falownikach średniego napięcia.